# Maceió
Maceió (wym. [masejˈjɔ]) – miasto w Brazylii, stolica stanu Alagoas. Nazwa miasta pochodzi
od słowa bagno które w języku plemienia Tupi brzmi Maçaió.

## Historia
Maceió zostało założone w 1815 roku. Rozwój miasta rozpoczął się wraz z przybyciem statków biorących drewno z zatoki Jaraguá. Dzięki dalszemu rozwojowi, Maceió stał się stolicą stanu Alagoas w 9 grudnia 1839 roku. W 1961 roku władze stanu postanowiły założyć Federalny Uniwersytet Alagoas.

## Gospodarka
Miasto jest głównym ośrodkiem gospodarczym w stanie Alagoas. Lokalny przemysł jest oparty
na produktach z solanek wydobywanych ze studni głębinowych na obrzeżach Maceió. Na południu miasta
znajduje się największy w Brazylii zakład chemiczny firmy Braskem. Przez ostatnie 30 lat 
wygląd miasta bardzo się zmienił dzięki przybywaniu coraz większej liczby turystów.

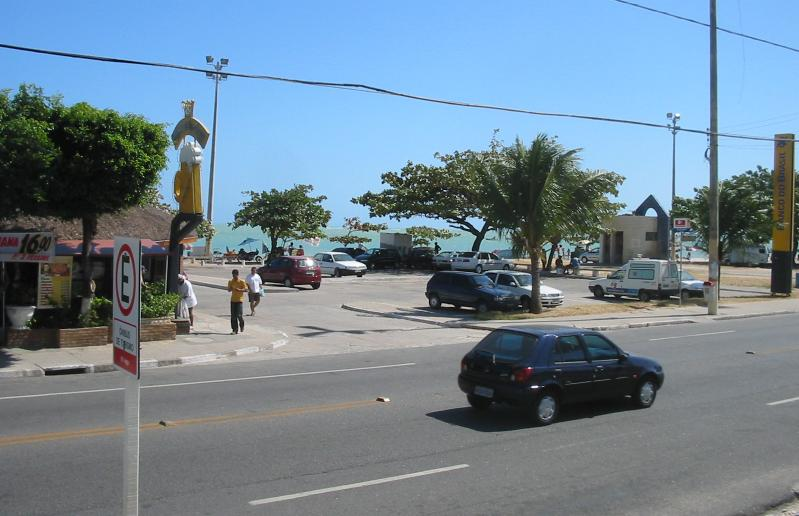
Maceió